# Медаль Лоренца
Медаль Лоренца (Нидерланды) — золотая медаль, присуждаемая каждые четыре года Нидерландской королевской академией наук (нидерл. Koninklijke Nederlandse Akademie van Wetenschappe). Учреждена 11 декабря 1925 в честь 50-летия докторской степени Хендрика Антона Лоренца за важные исследования в области теоретической физики, хотя среди лауреатов есть и физики-экспериментаторы. Многим лауреатам впоследствии была присуждена Нобелевская премия.
Макса Планка, первого лауреата премии, лично выбрал Лоренц. Медаль Лоренца входит в число самых престижных международных академических наград в области физики.